# Comuna Perciunove, Dobrovelîcikivka
Perciunove (în ucraineană Перчунове) este o comună în raionul Dobrovelîcikivka, regiunea Kirovohrad, Ucraina, formată din satele Perciunove (reședința) și Smilîve.

## Demografie
Componența lingvistică a comunei Perciunove
     Ucraineană (94,11%)
     Rusă (3,35%)
     Română (1,74%)
     Alte limbi (0,4%)
Conform recensământului din 2001, majoritatea populației comunei Perciunove era vorbitoare de ucraineană (94,11%), existând în minoritate și vorbitori de rusă (3,35%) și română (1,74%).